# Proconvertin
Prokonvertin (engl.: Proconvertin oder serum prothrombin conversion accelerator (SPCA); Synonyme: stabiler Faktor, Prothrombinogen und Gerinnungsfaktor VII) ist ein an der Blutgerinnung beteiligtes Enzym. Die Synthese findet in der Leber statt und ist abhängig von Vitamin K. Proconvertin hat eine Molekülmasse von 59 kDa und gehört zur Klasse der β-Globuline.

## Genetik
Das Gen für Proconvertin liegt auf Chromosom 13 (13q34).

## Physiologie
Die Hauptfunktion von Proconvertin ist die Aktivierung des Gerinnungsprozesses. Kommt es zu einer Verletzung der Blutgefäße, so gelangt der im Gewebe vorhandene Gewebefaktor (Faktor III, Gewebsthrombokinase, Gewebethromboplastin) ins Blut und aktiviert dort, zusammen mit Calcium, Proconvertin. Dieses aktivierte Proconvertin (Faktor VIIa) aktiviert nun, zusammen mit Calcium und Phospholipiden,  Faktor X (Stuart-Prower-Faktor) und  Faktor IX (Christmas-Faktor).

## Erkrankungen
Erkrankungen, deren Ursache eine Mutation des Proconvertins ist, sind selten (1 auf 500.000 in der Allgemeinbevölkerung) und werden autosomal rezessiv vererbt.

## Therapeutische Verwendung
Rekombinantes Proconvertin (im Präparat NovoSeven) wurde als therapeutische Maßnahme bei unkontrollierbaren Blutungen in Hämophilie-Patienten vorgestellt, die Hemmer gegen Ersatzgerinnungsfaktoren gebildet hatten.
Es kann bei unkontrollierbaren Blutungen verwendet werden. Die Hoffnung dabei ist, dass es nur dort die Blutgerinnung einleitet, wo bereits Thromboplastin vorhanden ist. Studien belegten jedoch ein erhöhtes Thromboserisiko der tiefen Venen, Lungenembolien und Herzinfarkte bei der Verwendung von rekombinantem Faktor VIIa. Ein weiterer Nachteil dieser Therapie ist ihr extrem hoher Preis.